# Dacoderus sleeperi
Dacoderus sleeperi là một loài bọ cánh cứng trong họ Salpingidae. Loài này được Aalbu, Andrews & Pollock miêu tả khoa học năm 2005.